# Erzbistum Vancouver
Das Erzbistum Vancouver (lateinisch Archidioecesis Vancuveriensis, englisch Archdiocese of Vancouver) ist eine Erzdiözese der Römisch-katholischen Kirche in Kanada mit Sitz in Vancouver.

## Geschichte
Das Erzbistum wurde am 14. Dezember 1863 durch Papst Pius IX. als Apostolisches Vikariat von British Columbia errichtet und 1890 zum Bistum New Westminster erhoben. 1908 erhielt es unter dem aktuellen Namen den Rang eines Erzbistums. Es erstreckt sich auf einer Fläche von rund 120.000 Quadratkilometern im südlichen und mittleren Teil von British Columbia.

Wappen des Erzbistums
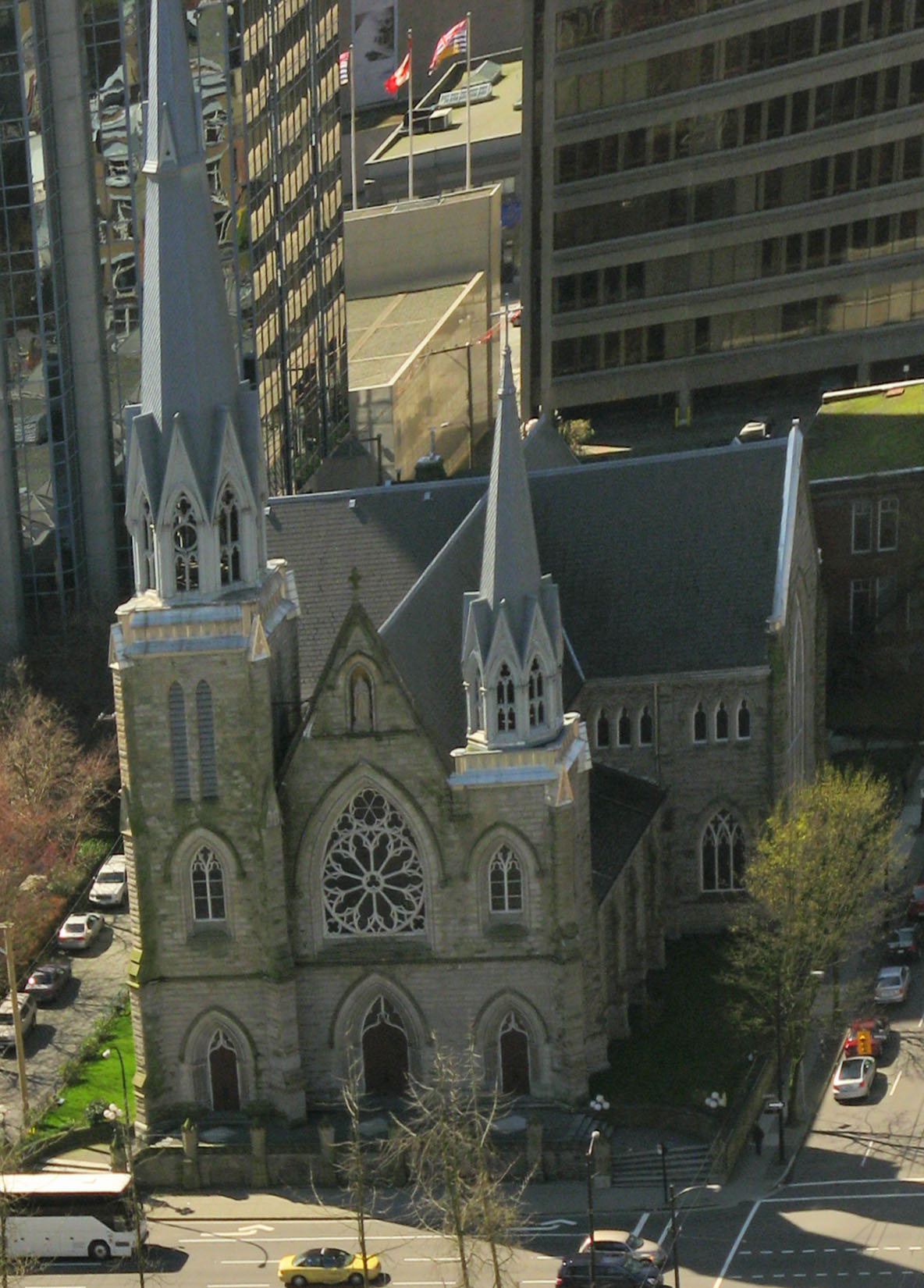
Kathedrale Holy Rosary in Vancouver
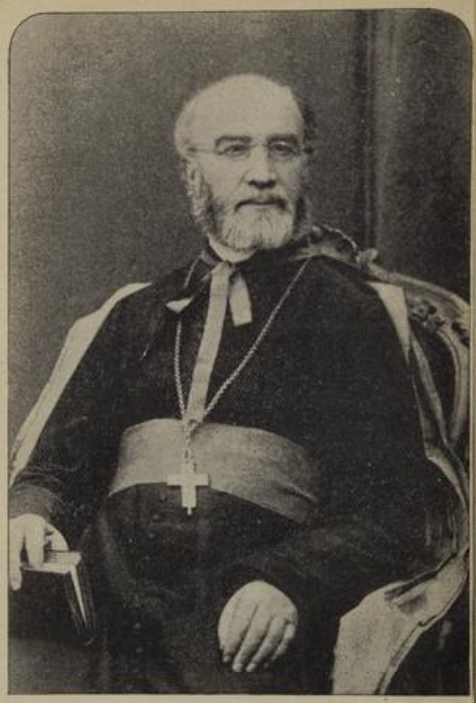
Louis-Joseph D’Herbomez, erster Apostolischer Vikar von British Columbia

## Ordinarien

### Apostolischer Vikar von British Columbia
- Louis-Joseph D’Herbomez OMI (22. Dezember 1863 bis 3. Juni 1890)

### Bischöfe von New Westminster
- Pierre-Paul Durieu OMI (3. Jun 1890 bis 1. Juni 1899)
- Augustin Dontenwill OMI (1. Juni 1899 bis 15. Dezember 1908)

### Erzbischöfe von Vancouver
- Neil McNeil (19. Januar 1910 bis 10. April 1912, danach Erzbischof von Toronto, Ontario)
- Timothy Casey (31. Juli 1912 bis 5. Oktober 1931)
- William Mark Duke (5. Oktober 1931 bis 11. März 1964)
- Martin Michael Johnson (11. März 1964 bis 8. Januar 1969)
- James Francis Carney (8. Januar 1969 bis 16. September 1990)
- Adam Joseph Exner OMI (25. Mai 1991 bis 10. Januar 2004)
- Raymond Roussin SM (10. Januar 2004 bis 2. Januar 2009)
- John Michael Miller CSB (2. Januar 2009 bis 25. Februar 2025)
- Richard William Smith (seit 25. Februar 2025)